# Xã Mountain, Quận Van Buren, Arkansas
Xã Mountain (tiếng Anh: Mountain Township) là một xã thuộc quận Van Buren, tiểu bang Arkansas, Hoa Kỳ. Năm 2010, dân số của xã này là 390 người.